# Sphenomorphus taylori
Espèce
Statut de conservation UICN

 DD  : Données insuffisantes
Sphenomorphus taylori est une espèce de sauriens de la famille des Scincidae.

## Répartition
Cette espèce est endémique de l'île de Bougainville en Papouasie-Nouvelle-Guinée.

## Étymologie
Cette espèce est nommée en l'honneur d'Edward Harrison Taylor.

## Publication originale
- Burt, 1930 : Herpetological results of the Whitney South Sea Expedition IV. Descriptions of new species of lizards from the Pacific Islands (Scincidæ). American Museum Novitates, no 427, p. 1-3 (texte intégral).